# Meandri de Samos
Meandri (en llatí Maeandrius, en grec antic Μαιάνδριος) fou un lloctinent de Polícrates, tirà de Samos, i després ell mateix tirà.
Polícrates el va enviar a Sardes, per confirmar certes promeses del sàtrapa Oretos. El sàtrapa va mostrar a Meandri unes cases on havia col·locat pedres recobertes d'or i va enganyar l'ambaixador. A causa del seu informe Polícrates va anar a l'Àsia Menor deixant el govern de Samos a Meandri. Polícrates va caure en mans d'Oretos i va ser executat el 522 aC.
Quan Meandri va conèixer els fets, va fer un discurs, que reprodueix Heròdot, on ingènuament expressava la seva aversió al poder absolut i a la tirania, però que en certes ocasions calia instaurar-la. El seu parlament va ser rebutjat i un ciutadà de nom Telesarc va demanar una investigació sobre els diners que havien passat per les seves mans. Meandri va pensar que no podia fer res millor que posar-se al front de la tirania i va fer empresonar als seus opositors. Durant un temps que va estar malalt va ocupar el govern el seu germà Licaret, que va fer matar als adversaris empresonats.
Quan una força persa dirigida per Otanes va envair Samos per col·locar al tron a Silosó, germà de Polícrates, Meandri va capitular i va estar d'acord a abdicar, però Carilau de Samos, que va obtenir permís del seu germà per sortir de l'illa, amb un grup de soldats, es va amagar i quan els perses i grecs estaven reunits a l'acròpoli per signar el tractat, va atacar a la comitiva persa i va matar als notables perses. Com a conseqüència el general Otanes va ordenar la matança general del samians.
Meandri es va escapar cap a Esparta on va intentar subornar a Cleòmenes I i altres per ajudar-lo a recuperar el poder però va ser desterrat del Peloponès per decisió dels èfors. En parlen Heròdot i Plutarc.